# أيوديا
أيوديا (بالهندية: अयोध्या)‏، مدينة قديمة تقع في منطقة فيض آباد في ولاية أتر برديش ، في شمال الهند. ارتبط اسم المدينة بمسجدها التاريخي الذي تم هدمه على المتعصّبين الهندوس في 6 ديسمبر بعام 1992 قام 15.000 هندوسي متعصب بهدم المسجد أمام أنظار العالم وهم من أتباع منظمة بهارتيه جنتا بارتي المنظمة الهندوسية المتعصبة التي وصلت لحكم الهند سنة 1998.
- أيوديا  هي إحدى مدن ولاية أوتار براديش التي تقع في شمال الهند، وهي من المدن التاريخية في شبه القارة الهندية.

## أعلام
- أنوشكا شارما
- بشير بدر
- راما